# Escuinapa
Escuinapa és un municipi de l'estat de Sinaloa. Escuinapa de Hidalgo és el cap de municipi i principal centre de població d'aquesta municipalitat. Aquest municipi és a la part sud de l'estat de Sinaloa. Limita al nord amb els municipis de Elota, al sud amb Nayarit, a l'oest amb Oceà Pacífic i a l'est amb Nayarit.